# 榊村 (秋田県)
榊村（さかきむら）は、秋田県山本郡にあった村。現在の能代市中心部に南接する国道7号沿いの区域にあたる。

## 地理
- 湖沼：三頭沼、小友沼
- 河川：米代川

## 歴史
- 1889年（明治22年）4月1日 - 町村制の施行により、榊村が単独で自治体を形成。
- 1940年（昭和15年）10月1日 - 能代港町・東雲村と合併して能代市が発足[1]。同日榊村廃止[1]。

## 交通

### 鉄道路線
奥羽本線・五能線の東能代駅が至近に所在。